# Zalavea, Rokîtne
Zalavea (în ucraineană Залав'я) este un sat în comuna Blajove din raionul Rokîtne, regiunea Rivne, Ucraina.

## Demografie
Componența lingvistică a localității Zalavea
     Ucraineană (99,85%)
     Alte limbi (0,15%)
Conform recensământului din 2001, majoritatea populației localității Zalavea era vorbitoare de ucraineană (99,85%), existând în minoritate și vorbitori de alte limbi.